# Burg Fürstenstein (Volkmarsen)
Die Burg Fürstenstein, auch Vorstenstene oder örtlich Burgruine Ödelbeck genannt, war eine romanische Burg, möglicherweise auch nur eine Warte, nahe der Stadt Volkmarsen im Landkreis Waldeck-Frankenberg in Nordhessen.

## Geographische Lage
Die Höhenburg stand etwa 1 km nördlich des Volkmarsener Stadtteils Lütersheim auf 265 m ü. NHN an der Ostseite des Wattertals bzw. an der Südflanke des 271 m ü. NHN hohen Tentenbergs. Etwa 1 km nördlich liegen die Huckershöhlen, zirka 3,5 km östlich verläuft die Nordwestgrenze des Naturparks Habichtswald, wenige Meter südöstlich befindet sich die Hollenkammer und ungefähr 3,5 km westlich liegt der Twistesee.

## Geschichte
Die Burg wurde im Jahre 1269 in einer Urkunde als Vorstenstene erstmals erwähnt. Sie wurde wohl kurz zuvor von dem hessischen Landgrafen Heinrich I. errichtet, wurde aber aufgrund ihrer unbedeutenden strategischen Lage von späteren hessischen Landgrafen aufgegeben. Wann die Burg vermutlich durch Brand zerstört wurde, ist urkundlich nicht überliefert. Im 18. Jahrhundert verfiel sie endgültig. Bis in das 19. Jahrhundert wurden die Reste als Steinbruch benutzt. 
Heute erinnert nur noch ein Kellerfundament mit Eingangstreppe an die einstige Burganlage. 